# Christine Lagarde
Christine Lagarde (teljes nevén: Christine Madeleine Odette Lagarde; Párizs, 1956. január 1. –) francia politikus, közgazdász és ügyvéd. 2011 és 2019 között a Nemzetközi Valutaalap (IMF) vezérigazgatója, 2019-től az Európai Központi Bank elnöke. Mindkét szervezet élén ő az első női vezető.

## Pályafutása
2011. július 5. és 2019. szeptember 12. között ő volt a Nemzetközi Valutaalap vezérigazgatója. E tisztségéről 2019. július 16-án mondott le, következő tisztségére tekintettel.
Az Európai Tanács 2019. november 1-jei hatállyal kinevezte az Európai Központi Bank elnökévé, Mario Draghi utódjaként. Lagarde megbízatása 8 évre szól és nem újítható meg.
2021 végén a Politico Europe Európa legbefolyásosabb embereinek éves rangsorában a „cselekvők” kategória 3. helyére tette. A lap elsősorban az előtte álló kihívásokra fókuszál: az eurózóna évtizedek óta először egyszerre néz szembe gyengülő gazdasági növekedéssel és növekvő inflációval, így olyan megoldást kell találnia a megengedő monetáris politikától való visszalépésre, amely közben nem fullasztja le a gazdasági helyreállást.